# Un tipo imprevedibile 2
Un tipo imprevedibile 2 (Happy Gilmore 2) è un film del 2025 diretto da Kyle Newacheck.
Il film è il sequel del film del 1996 Un tipo imprevedibile diretto da Dennis Dugan.

## Trama
Ventinove anni dopo gli eventi del primo film il golfista Happy Gilmore è un uomo ormai sposato con la compagna Virginia e madre dei suoi cinque figli (Vienna, Bobby, Gordie, Wayne e Terry). 
Una nuova competizione riporterà in campo Happy per poter pagare la scuola di danza della figlia Vienna la quale sogna di diventare una ballerina.

## Distribuzione
Il film è stato distribuito sulla piattaforma Netflix il 25 luglio 2025.